# Prévocourt
Prévocourt é uma comuna francesa na região administrativa de Grande Leste, no departamento de Mosela. Estende-se por uma área de 6,77 km². Em 2010 a comuna tinha 111 habitantes (densidade: 16,4 hab./km²).